# ハピネットファントム・スタジオ
株式会社ハピネットファントム・スタジオ（英: Happinet Phantom Studios Corporation）は、日本の総合映像会社。株式会社ハピネットの完全子会社。

## 歴史
2021年1月20日、ハピネットグループの映像メーカー部門統合に伴い設立。同年2月9日に会社分割・吸収合併契約を締結、同年4月1日付でハピネットから映像メーカー部門を分割しファントム・フィルムを吸収合併した。
2023年10月31日、アメリカの独立系映画スタジオ「A24」との間で独占パートナーシップ契約を締結。同スタジオ製作作品の日本国内独占配給やグッズ展開を行うことなどを発表した。

## 作品

### テレビアニメ
| 放送年 | タイトル                                                                                   | アニメーション制作                  | 備考                   |
| ------ | ------------------------------------------------------------------------------------------ | ----------------------------------- | ---------------------- |
| 2022年 | 社畜さんは幼女幽霊に癒されたい。                                                           | project No.9                        | 製作幹事               |
| 2022年 | 恋は世界征服のあとで                                                                       | project No.9                        | 製作幹事               |
| 2022年 | 本好きの下剋上 司書になるためには手段を選んでいられません（第3期）                         | 亜細亜堂                            | 製作幹事               |
| 2022年 | 継母の連れ子が元カノだった                                                                 | project No.9                        | 製作幹事・プロデュース |
| 2022年 | はたらく魔王さま!!                                                                         | 3Hz                                 | 製作幹事               |
| 2023年 | もののがたり                                                                               | BN Pictures                         | 製作参加               |
| 2023年 | 最後の召喚師 -The Last Summoner-                                                           | ASK                                 | 日本語吹替版制作       |
| 2023年 | Call Star -ボクは本当にダメな星?-                                                          | 広州九五年動画有限公司              | 日本語吹替版制作       |
| 2023年 | 転生貴族の異世界冒険録〜自重を知らない神々の使徒〜                                         | EMTスクエアード マジックバス        | 製作参加               |
| 2023年 | 私の百合はお仕事です!                                                                      | パッショーネ スタジオリングス       | 製作幹事               |
| 2023年 | 彼女が公爵邸に行った理由                                                                   | 颱風グラフィックス                  | 製作参加               |
| 2023年 | でこぼこ魔女の親子事情                                                                     | A-Real                              | 製作参加               |
| 2024年 | 弱キャラ友崎くん 2nd STAGE                                                                 | project No.9                        | 製作幹事               |
| 2024年 | 出来損ないと呼ばれた元英雄は、 実家から追放されたので好き勝手に生きることにした            | スタジオディーン マーヴィージャック | 製作参加・宣伝         |
| 2024年 | オーイ! とんぼ                                                                             | OLM                                 | 製作参加               |
| 2024年 | 声優ラジオのウラオモテ                                                                     | CONNECT                             | 製作参加               |
| 2024年 | 魔王軍最強の魔術師は人間だった                                                             | studio A-CAT                        | 製作幹事               |
| 2024年 | なぜ僕の世界を誰も覚えていないのか?                                                        | project No.9                        | 製作幹事               |
| 2024年 | エグミレガシー                                                                             | スタジオアウトリガー                | 製作幹事               |
| 2024年 | アクロトリップ                                                                             | Voil                                | 製作幹事               |
| 2024年 | ドラゴンボールDAIMA                                                                        | 東映アニメーション                  | 映像ソフトの発売のみ   |
| 2025年 | 沖縄で好きになった子が方言すぎてツラすぎる                                                 | ミルパンセ                          | 製作幹事               |
| 2025年 | 没落予定の貴族だけど、暇だったから魔法を極めてみた                                         | スタジオディーン マーヴィージャック | 製作幹事               |
| 2025年 | 男女の友情は成立する?（いや、しないっ!!）                                                  | J.C.STAFF                           | 製作幹事               |
| 2025年 | 異世界黙示録マイノグーラ〜破滅の文明で始める世界征服〜                                     | MAHO FILM                           | 製作幹事               |
| 2025年 | 勇者パーティーを追放された白魔導師、Sランク冒険者に拾われる 〜この白魔導師が規格外すぎる〜 | FelixFilm                           | 製作幹事               |
| 2025年 | ちゃんと吸えない吸血鬼ちゃん                                                               | feel.                               | 製作幹事               |
| 2025年 | 矢野くんの普通の日々                                                                       | 亜細亜堂                            | 製作幹事               |

### 劇場アニメ
- 映画大好きポンポさん（2021年、製作）

### テレビドラマ
| 放送年 | タイトル                                       | 制作                           | 備考     |
| ------ | ---------------------------------------------- | ------------------------------ | -------- |
| 2023年 | 好感度上昇サプリ                               | N/A                            | 制作協力 |
| 2023年 | 週末旅の極意〜夫婦ってそんな簡単じゃないもの〜 | ハピネットファントム・スタジオ | 制作     |

### 配給作品

#### 実写映画（日本）
| 公開年 | タイトル                      | 制作                       |
| ------ | ----------------------------- | -------------------------- |
| 2021年 | サマーフィルムにのって        | パイプライン               |
| 2022年 | 恋は光                        | グラスホッパー NeedyGreedy |
| 2022年 | マイ・ブロークン・マリコ      | エキスプレス               |
| 2022年 | PLAN 75                       | ローデッド・フィルムズ     |
| 2022年 | ハウ                          | ジョーカーフィルムズ       |
| 2022年 | この子は邪悪                  | C&Iエンタテインメント      |
| 2023年 | サイド バイ サイド 隣にいる人 | ザ・フール                 |
| 2023年 | 市子                          | basil                      |
| 2024年 | 海の沈黙                      | イン・ナップ               |

#### 実写映画（外国）
| 公開年 | タイトル                        |
| ------ | ------------------------------- |
| 2021年 | ファイナル・プラン              |
| 2022年 | X エックス                      |
| 2022年 | MEN 同じ顔の男たち              |
| 2023年 | エスター ファースト・キル       |
| 2023年 | aftersun/アフターサン           |
| 2023年 | Pearl パール                    |
| 2023年 | SISU/シス 不死身の男            |
| 2024年 | ボーはおそれている              |
| 2024年 | パスト ライブス/再会            |
| 2024年 | 関心領域                        |
| 2024年 | メイ・ディセンバー ゆれる真実   |
| 2024年 | このろくでもない世界で          |
| 2024年 | 犯罪都市 PUNISHMENT             |
| 2024年 | シビル・ウォー アメリカ最後の日 |
| 2025年 | 愛を耕すひと                    |
| 2025年 | プロジェクト・サイレンス        |
| 2025年 | ベイビーガール                  |
| 2025年 | 終わりの鳥                      |
| 2025年 | MaXXXine マキシーン             |
| 2025年 | 異端者の家                      |
| 2025年 | 顔を捨てた男                    |
| 2025年 | 愛はステロイド                  |

#### 劇場アニメ（配給・外国）
- アンネ・フランクと旅する日記（2022年）

## 所属タレント
- 木幡竜